# Autiojärvi (sjö i Juga, Norra Karelen)
Autiojärvi är en sjö i kommunen Juga i landskapet Norra Karelen i Finland. Sjön ligger 148,6 meter över havet. Den är 6,22 meter djup. Arean är 63 hektar och strandlinjen är 3,93 kilometer lång. Sjön  ingår i Vuoksens huvudavrinningsområde.   Den ligger omkring 69 kilometer norr om Joensuu och omkring 400 kilometer nordöst om Helsingfors. 